# Tamraca
Tamraca é um gênero de mariposa pertencente à família Crambidae.